# Tour des Asturies 2018
Le Tour des Asturies 2018 est la 61e édition de cette course cycliste sur route masculine. Il a eu lieu du 27 avril au 29 avril 2018. Il fait partie du calendrier UCI Europe Tour 2017 en catégorie 2.1.
Il est remporté par l’Équatorien Richard Carapaz, de l'équipe Movistar, vainqueur de la deuxième étape. Il s'impose 40 secondes devant son compatriote Jonathan Caicedo (Medellín) et 59 secondes devant le Portugais Ricardo Mestre (W52-FC Porto).

## Présentation

### Équipes
| WorldTeam- Movistar Team Équipes continentales professionnelles (6)- Fortuneo-Samsic - Burgos-BH - Manzana Postobón - Israel Cycling Academy - Caja Rural-Seguros RGA - Euskadi Basque Country-Murias Équipes continentales (9)- Coldeportes Zenú - Team Ukyo - RP-Boavista - W52-FC Porto - Aviludo-Louletano - Lokosphinx - Medellín-Éxito - Fundación Euskadi - Bicicletas Strongman |
| |

## Étapes
| Étape     | Date    | Villes étapes                | type              | Distance (km) | Vainqueur d'étape | Leader du classement général |
| --------- | ------- | ---------------------------- | ----------------- | ------------- | ----------------- | ---------------------------- |
| 1re étape | 27 avr. | Oviedo – La Pola             | étape vallonnée   | 177           | Dmitri Strakhov   | Dmitri Strakhov              |
| 2e étape  | 28 avr. | Soto Ribera – Alto del Acebo | étape de montagne | 171           | Richard Carapaz   | Richard Carapaz              |
| 3e étape  | 29 avr. | Cangas del Narcea – Oviedo   | étape vallonnée   | 119           | Ricardo Mestre    | Richard Carapaz              |

## Déroulement de la course

### 1reétape
| \| Classement de l'étape \| Classement de l'étape \| Classement de l'étape \| Classement de l'étape \| Classement de l'étape \| \| Coureur \| Coureur \| Pays \| Équipe \| Temps \| \| --------------------- \| --------------------- \| --------------------- \| --------------------- \| --------------------- \| \| 1er \| Dmitri Strakhov \| Russie \| Lokosphinx \| 4 h 17 min 06 s \| \| 2e \| Jonathan Caicedo \| Équateur \| Medellín \| + 0 s \| \| 3e \| Sergio Higuita \| Colombie \| Manzana Postobón \| + 0 s \| \| 4e \| Eduard Prades \| Espagne \| Euskadi-Murias \| + 0 s \| \| 5e \| Richard Carapaz \| Équateur \| Movistar Team \| + 0 s \| |                  |          |                  |                 |
| |                  |          |                  |                 |
| |                  |          |                  |                 |
| Classement de l'étape |                  |          |                  |                 |
| Coureur | Coureur          | Pays     | Équipe           | Temps           |
| 1er | Dmitri Strakhov  | Russie   | Lokosphinx       | 4 h 17 min 06 s |
| 2e | Jonathan Caicedo | Équateur | Medellín         | + 0 s           |
| 3e | Sergio Higuita   | Colombie | Manzana Postobón | + 0 s           |
| 4e | Eduard Prades    | Espagne  | Euskadi-Murias   | + 0 s           |
| 5e | Richard Carapaz  | Équateur | Movistar Team    | + 0 s           |

| \| Classement général \| Classement général \| Classement général \| Classement général \| Classement général \| \| Coureur \| Coureur \| Pays \| Équipe \| Temps \| \| ------------------ \| ------------------ \| ------------------ \| ------------------ \| ------------------ \| \| 1er \| Dmitri Strakhov \| Russie \| Lokosphinx \| 4 h 16 min 56 s \| \| 2e \| Jonathan Caicedo \| Équateur \| Medellín \| + 4 s \| \| 3e \| Sergio Higuita \| Colombie \| Manzana Postobón \| + 6 s \| \| 4e \| Eduard Prades \| Espagne \| Euskadi-Murias \| + 10 s \| \| 5e \| Richard Carapaz \| Équateur \| Movistar Team \| + 10 s \| |                  |          |                  |                 |
| |                  |          |                  |                 |
| |                  |          |                  |                 |
| Classement général |                  |          |                  |                 |
| Coureur | Coureur          | Pays     | Équipe           | Temps           |
| 1er | Dmitri Strakhov  | Russie   | Lokosphinx       | 4 h 16 min 56 s |
| 2e | Jonathan Caicedo | Équateur | Medellín         | + 4 s           |
| 3e | Sergio Higuita   | Colombie | Manzana Postobón | + 6 s           |
| 4e | Eduard Prades    | Espagne  | Euskadi-Murias   | + 10 s          |
| 5e | Richard Carapaz  | Équateur | Movistar Team    | + 10 s          |

### 2eétape
| \| Classement de l'étape \| Classement de l'étape \| Classement de l'étape \| Classement de l'étape \| Classement de l'étape \| \| Coureur \| Coureur \| Pays \| Équipe \| Temps \| \| --------------------- \| --------------------- \| --------------------- \| --------------------- \| --------------------- \| \| 1er \| Richard Carapaz \| Équateur \| Movistar Team \| 4 h 24 min 14 s \| \| 2e \| Jonathan Caicedo \| Équateur \| Medellín \| + 42 s \| \| 3e \| Rubén Fernández \| Espagne \| Movistar Team \| + 50 s \| \| 4e \| Robinson Chalapud \| Colombie \| Medellín \| + 50 s \| \| 5e \| Antonio Pedrero \| Espagne \| Movistar Team \| + 1 min 05 s \| |                   |          |               |                 |
| |                   |          |               |                 |
| |                   |          |               |                 |
| Classement de l'étape |                   |          |               |                 |
| Coureur | Coureur           | Pays     | Équipe        | Temps           |
| 1er | Richard Carapaz   | Équateur | Movistar Team | 4 h 24 min 14 s |
| 2e | Jonathan Caicedo  | Équateur | Medellín      | + 42 s          |
| 3e | Rubén Fernández   | Espagne  | Movistar Team | + 50 s          |
| 4e | Robinson Chalapud | Colombie | Medellín      | + 50 s          |
| 5e | Antonio Pedrero   | Espagne  | Movistar Team | + 1 min 05 s    |

| \| Classement général \| Classement général \| Classement général \| Classement général \| Classement général \| \| Coureur \| Coureur \| Pays \| Équipe \| Temps \| \| ------------------ \| ------------------ \| ------------------ \| ---------------------- \| ------------------ \| \| 1er \| Richard Carapaz \| Équateur \| Movistar Team \| 8 h 41 min 10 s \| \| 2e \| Jonathan Caicedo \| Équateur \| Medellín \| + 40 s \| \| 3e \| Robinson Chalapud \| Colombie \| Medellín \| + 1 min 00 s \| \| 4e \| Rubén Fernández \| Espagne \| Movistar Team \| + 1 min 05 s \| \| 5e \| Nathan Earle \| Australie \| Israel Cycling Academy \| + 1 min 17 s \| |                   |           |                        |                 |
| |                   |           |                        |                 |
| |                   |           |                        |                 |
| Classement général |                   |           |                        |                 |
| Coureur | Coureur           | Pays      | Équipe                 | Temps           |
| 1er | Richard Carapaz   | Équateur  | Movistar Team          | 8 h 41 min 10 s |
| 2e | Jonathan Caicedo  | Équateur  | Medellín               | + 40 s          |
| 3e | Robinson Chalapud | Colombie  | Medellín               | + 1 min 00 s    |
| 4e | Rubén Fernández   | Espagne   | Movistar Team          | + 1 min 05 s    |
| 5e | Nathan Earle      | Australie | Israel Cycling Academy | + 1 min 17 s    |

### 3eétape
| \| Classement de l'étape \| Classement de l'étape \| Classement de l'étape \| Classement de l'étape \| Classement de l'étape \| \| Coureur \| Coureur \| Pays \| Équipe \| Temps \| \| --------------------- \| --------------------- \| --------------------- \| ---------------------- \| --------------------- \| \| 1er \| Ricardo Mestre \| Portugal \| W52-FC Porto \| 2 h 40 min 42 s \| \| 2e \| Alexander Evtushenko \| Russie \| Lokosphinx \| + 9 s \| \| 3e \| Benjamín Prades \| Espagne \| Team Ukyo \| + 34 s \| \| 4e \| Rubén Fernández \| Espagne \| Movistar Team \| + 34 s \| \| 5e \| Nathan Earle \| Australie \| Israel Cycling Academy \| + 34 s \| |                      |           |                        |                 |
| |                      |           |                        |                 |
| |                      |           |                        |                 |
| Classement de l'étape |                      |           |                        |                 |
| Coureur | Coureur              | Pays      | Équipe                 | Temps           |
| 1er | Ricardo Mestre       | Portugal  | W52-FC Porto           | 2 h 40 min 42 s |
| 2e | Alexander Evtushenko | Russie    | Lokosphinx             | + 9 s           |
| 3e | Benjamín Prades      | Espagne   | Team Ukyo              | + 34 s          |
| 4e | Rubén Fernández      | Espagne   | Movistar Team          | + 34 s          |
| 5e | Nathan Earle         | Australie | Israel Cycling Academy | + 34 s          |

## Classements finals

### Classement général final
| \| Classement général \| Classement général \| Classement général \| Classement général \| Classement général \| \| Coureur \| Coureur \| Pays \| Équipe \| Temps \| \| ------------------ \| ------------------ \| ------------------ \| ---------------------- \| ------------------ \| \| 1er \| Richard Carapaz \| Équateur \| Movistar Team \| 11 h 22 min 26 s \| \| 2e \| Jonathan Caicedo \| Équateur \| Medellín \| + 40 s \| \| 3e \| Ricardo Mestre \| Portugal \| W52-FC Porto \| + 59 s \| \| 4e \| Robinson Chalapud \| Colombie \| Medellín \| + 1 min 00 s \| \| 5e \| Rubén Fernández \| Espagne \| Movistar Team \| + 1 min 05 s \| \| 6e \| Nathan Earle \| Australie \| Israel Cycling Academy \| + 1 min 17 s \| \| 7e \| Sergio Pardilla \| Espagne \| Caja Rural-Seguros RGA \| + 1 min 35 s \| \| 8e \| Antonio Pedrero \| Espagne \| Movistar Team \| + 1 min 37 s \| \| 9e \| Joaquim Silva \| Portugal \| Caja Rural-Seguros RGA \| + 1 min 44 s \| \| 10e \| César Fonte \| Portugal \| W52-FC Porto \| + 2 min 00 s \| |                   |           |                        |                  |
| |                   |           |                        |                  |
| Source : ProCyclingStats |                   |           |                        |                  |
| Classement général |                   |           |                        |                  |
| Coureur | Coureur           | Pays      | Équipe                 | Temps            |
| 1er | Richard Carapaz   | Équateur  | Movistar Team          | 11 h 22 min 26 s |
| 2e | Jonathan Caicedo  | Équateur  | Medellín               | + 40 s           |
| 3e | Ricardo Mestre    | Portugal  | W52-FC Porto           | + 59 s           |
| 4e | Robinson Chalapud | Colombie  | Medellín               | + 1 min 00 s     |
| 5e | Rubén Fernández   | Espagne   | Movistar Team          | + 1 min 05 s     |
| 6e | Nathan Earle      | Australie | Israel Cycling Academy | + 1 min 17 s     |
| 7e | Sergio Pardilla   | Espagne   | Caja Rural-Seguros RGA | + 1 min 35 s     |
| 8e | Antonio Pedrero   | Espagne   | Movistar Team          | + 1 min 37 s     |
| 9e | Joaquim Silva     | Portugal  | Caja Rural-Seguros RGA | + 1 min 44 s     |
| 10e | César Fonte       | Portugal  | W52-FC Porto           | + 2 min 00 s     |

### Classement par points
| Classement par points | Classement par points | Classement par points | Classement par points  | Classement par points |
| Coureur               | Coureur               | Pays                  | Équipe                 | Points                |
| --------------------- | --------------------- | --------------------- | ---------------------- | --------------------- |
| 1er                   | Jonathan Caicedo      | Équateur              | Medellín               | 46 pts                |
| 2e                    | Richard Carapaz       | Équateur              | Movistar Team          | 45 pts                |
| 3e                    | Ricardo Mestre        | Portugal              | W52-FC Porto           | 33 pts                |
| 4e                    | Nathan Earle          | Australie             | Israel Cycling Academy | 32 pts                |
| 5e                    | Dmitri Strakhov       | Russie                | Lokosphinx             | 31 pts                |
| 6e                    | Rubén Fernández       | Espagne               | Movistar Team          | 30 pts                |
| 7e                    | Alexander Evtushenko  | Russie                | Lokosphinx             | 25 pts                |
| 8e                    | Benjamín Prades       | Espagne               | Team Ukyo              | 25 pts                |
| 9e                    | Eduard Prades         | Espagne               | Euskadi-Murias         | 24 pts                |
| 10e                   | César Fonte           | Portugal              | W52-FC Porto           | 21 pts                |

### Classement de la montagne
| Classement de la montagne | Classement de la montagne | Classement de la montagne | Classement de la montagne | Classement de la montagne |
| Coureur                   | Coureur                   | Pays                      | Équipe                    | Points                    |
| ------------------------- | ------------------------- | ------------------------- | ------------------------- | ------------------------- |
| 1er                       | Fernando Orjuela          | Colombie                  | Manzana Postobón          | 14 pts                    |
| 2e                        | Fabio Duarte              | Colombie                  | Manzana Postobón          | 12 pts                    |
| 3e                        | Omar Mendoza              | Colombie                  | Medellín                  | 12 pts                    |
| 4e                        | Richard Carapaz           | Équateur                  | Movistar Team             | 11 pts                    |
| 5e                        | Jonathan Caicedo          | Équateur                  | Medellín                  | 8 pts                     |
| 6e                        | Hernán Aguirre            | Colombie                  | Manzana Postobón          | 7 pts                     |
| 7e                        | Ricardo Mestre            | Portugal                  | W52-FC Porto              | 6 pts                     |
| 8e                        | Rubén Fernández           | Espagne                   | Movistar Team             | 6 pts                     |
| 9e                        | Josu Zabala               | Espagne                   | Caja Rural-Seguros RGA    | 5 pts                     |
| 10e                       | Robinson Chalapud         | Colombie                  | Medellín                  | 4 pts                     |

### Classement par équipes
| Classement par équipes | Classement par équipes        | Classement par équipes | Classement par équipes |
| Équipe                 | Équipe                        | Pays                   | Temps                  |
| ---------------------- | ----------------------------- | ---------------------- | ---------------------- |
| 1re                    | Movistar Team                 | Espagne                | 34 h 10 min 14 s       |
| 2e                     | Medellín-Éxito                | Colombie               | + 2 min 19 s           |
| 3e                     | W52-FC Porto                  | Portugal               | + 2 min 51 s           |
| 4e                     | Caja Rural-Seguros RGA        | Espagne                | + 5 min 56 s           |
| 5e                     | Euskadi Basque Country-Murias | Espagne                | + 6 min 24 s           |